# Listy svatohostýnské
Listy svatohostýnské je tištěné periodikum, jde o zpravodaj, který vydává Matice svatohostýnská společně s duchovní správou na Svatém Hostýně. Vychází čtvrtletně v nákladu 10 tisíc výtisků. Šéfredaktorem je PhDr. Josef Pala. Vydávání bylo obnoveno po roce 1997 (v roce 2008 vyšel 12. ročník). Navazují na měsíčník Hlasy svatohostýnské, který začal vycházet v roce 1895 a v roce 1948 byl zastaven na příkaz komunistických úřadů.